# Vítxkino
Vítxkino (en rus: Вичкино) és un poble de l'óblast de Vladímir, a Rússia, segons el cens del 2010 tenia 162 habitants. Pertany al districte municipal de Mélenki.